# Trpín (Slovacchia)
Trpín (in ungherese Terpény) è un comune della Slovacchia facente parte del distretto di Krupina, nella regione di Banská Bystrica.